# 永兴乡 (正阳县)
永兴乡，是中国河南省驻马店市正阳县下辖的一个乡镇级行政单位。

## 行政区划
永兴乡 共辖以下地区：
赵庙村、万安村、余庄村、路口村、高庄村、四楼村、吴相村、屈楼村、盛楼村、永兴村、小陈村、王老村、徐杨村。